# Trzono
Jezioro Trzcinowe – jezioro morenowe na Pojezierzu Kaszubskim, w gminie Sierakowice, w powiecie kartuskim, w województwie pomorskim. Jezioro położone jest na obrzeżach wsi Łyśniewo Sierakowickie, na północny zachód od Sierakowic, pomiędzy jeziorami Długim, a Miemino.
Wysokość zwierciadła 146,4 m n.p.m., ogólna powierzchnia: 26,5 ha